# Zaq
Zaq (estilizado como ZAQ, 16 de marzo de 1988, Prefectura de Kagoshima) es una cantautora japonesa afiliada con Lantis.

## Biografía
Zaq empezó a aprender a tocar el piano a los tres años. Durante sus años de universidad, su ídolo era Minori Chihara, y fue en esa época cuando decidió llegar a ser cantante. Sin embargo, falló todas sus audiciones. En el instituto, las bandas favoritas de Zaq eran Mongol800 y Going Steady, dos grupos de rock a los que estaba adicta. Aprendió a componer de forma autodidacta, y sus trabajos están caracterizados por un estilo único de música sin restricciones por la teoría musical y la musicología.
Empezó a escribir canciones para otros artistas en 2012, e hizo su debut en solitario con Lantis con el sencillo "Sparkling Daydream", lanzado el 24 de octubre de 2012; la canción titular se usaría como tema de inicio para el anime de 2012 Chūnibyō Demo Koi ga Shitai!. Su segundo sencillo, "Alteration", salió el 21 de enero de 2013, y la canción titular se usa como tema de inicio de la serie de anime de 2013 Sasami-san@Ganbaranai.

## Discografía

### Sencillos
| Año  | Detalles | Uso                                                                                                  | Posición más alta en Oricon |
| ---- | --- | --- | --------------------------- |
| 2012 | Sparkling Daydream - Lanzamiento: 24 de octubre de 2012 - Discográfica: Lantis (LACM-14012) - Formato: CD, CD + DVD                             | Tema de inicio del anime de 2012 Chūnibyō Demo Koi ga Shitai!                                        | 8                           |
| 2013 | Alteration - Lanzamiento: 21 de enero de 2013 - Discográfica: Lantis (LASM-4153) - Formato: CD, CD + DVD                                        | Tema de inicio del anime de 2013 Sasami-san@Ganbaranai                                               | 25                          |
| 2013 | Gekijouron (激情論?) - Lanzamiento: 21 de abril de 2013 - Discográfica: Lantis (LACM-14131) - Formato: CD, CD + DVD                             | Tema de inicio del anime de 2013 High School DxD                                                     | 61                          |
| 2013 | Extra Revolution (エキストラレボリューション?) - Lanzamiento: 23 de octubre de 2013 - Discográfica: Lantis (LACM-14139) - Formato: CD, CD + DVD | Tema de inicio del anime de 2013 Yūsha ni Narenakatta Ore wa Shibushibu Shūshoku o Ketsui Shimashita | 36                          |
| 2014 | VOICE - Lanzamiento: 29 de enero de 2014 - Discográfica: Lantis (LACM-14179) - Formato: CD, CD + DVD                                            | Tema de inicio del anime de 2014 Chūnibyō Demo Koi ga Shitai! Ren                                    |                             |
| 2014 | OVERDRIVER | Tema de cierre del anime de 2014 Rail Wars!                                                          |                             |

### Composiciones
- Chūnibyō Demo Koi ga Shitai!
  - "Inside Identity", "Outsider" y "Van!shment This Word", por Black Raison d'etre, consistente en Maaya Uchida, Chinatsu Akasaki, Azumi Asakura y Sumire Uesaka.
- Mirai Nikki
  - "Seigi Sentai Go 12th!!" (正義戦隊ゴ12th!!?) por Yoshihisa Kawahara.
- Hidamari Sketch x Honeycomb
  - "Open Canvas" (おーぷん☆きゃんばす?) por Kana Asumi, Kaori Mizuhashi, Yūko Gotō, Ryōko Shintani, Chiaki Omigawa y Hitomi Harada.
- Saki Achiga-hen episode of Side-A.
  - "SquarePanicSerenade" por Aoi Yūki, Nao Tōyama, Kana Hanazawa, MAKO y Yumi Uchiyama.
  - "Futuristic Player" por Miyuki Hashimoto.
  - "Yes!! Ready to Play" y "Magical Mahjong World ver. Shizuno" (まじかる☆まーじゃん☆わーるど ver.穏乃?) por Aoi Yūki.
  - "Live A-Life" y "Magical Mahjong World ver. Ako" (まじかる☆まーじゃん☆わーるど ver.憧?) por Nao Tōyama.
  - "Dragon Magic" y "Magical Mahjong World ver. Kuro" (まじかる☆まーじゃん☆わーるど ver.玄?) por Kana Hanazawa.
  - "Mahjong Attaka Pop" (麻雀あったかぽっぷ?) y "Magical Mahjong World ver. Yū" (まじかる☆まーじゃん☆わーるど ver.宥?) por MAKO.
  - "Next Legend" y "Magical Mahjong World ver. Arata" (まじかる☆まーじゃん☆わーるど ver.灼?) por Yumi Uchiyama.
  - "One Vision" y "Tōnan Seihoku Uchidaore World ver. Toki" (東南西北☆うちだおれ☆わーるど ver.怜?) por Yui Ogura.
  - "Little Pray" y "Tōnan Seihoku Uchidaore World ver. Ryūka" por Kaori Ishihara.
- So, I Can't Play H?
  - "Reason why XXX" por Sayaka Sasaki.